# كبلة حسن
كبلة حسن هي قرية في مقاطعة بيرانشهر، إيران. يقدر عدد سكانها بـ 221 نسمة بحسب إحصاء 2016.